# Zale excellens
Zale excellens là một loài bướm đêm trong họ Erebidae.